# Juan Carlos López y Asociados

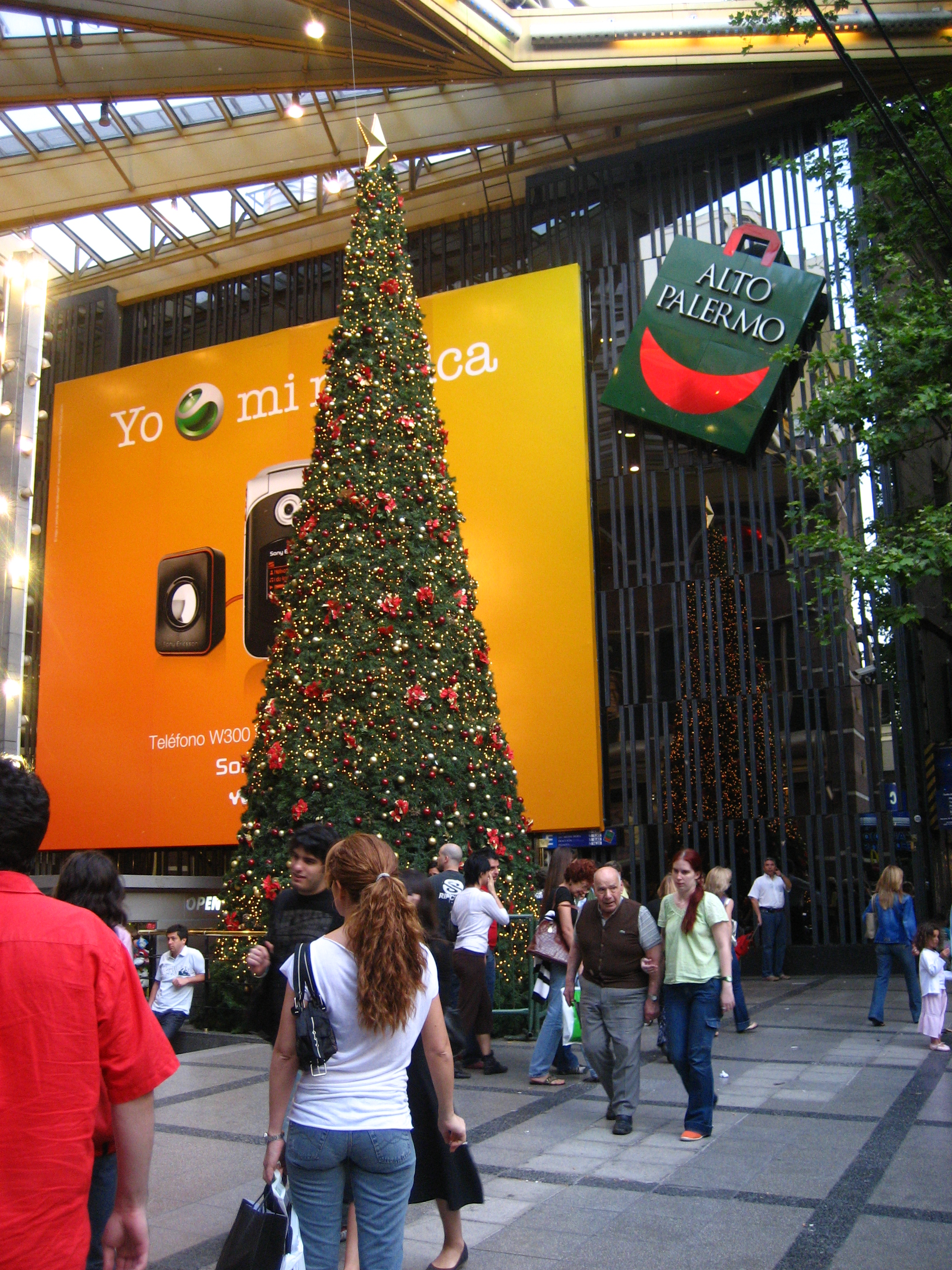
Alto Palermo, obra máxima del estudio.

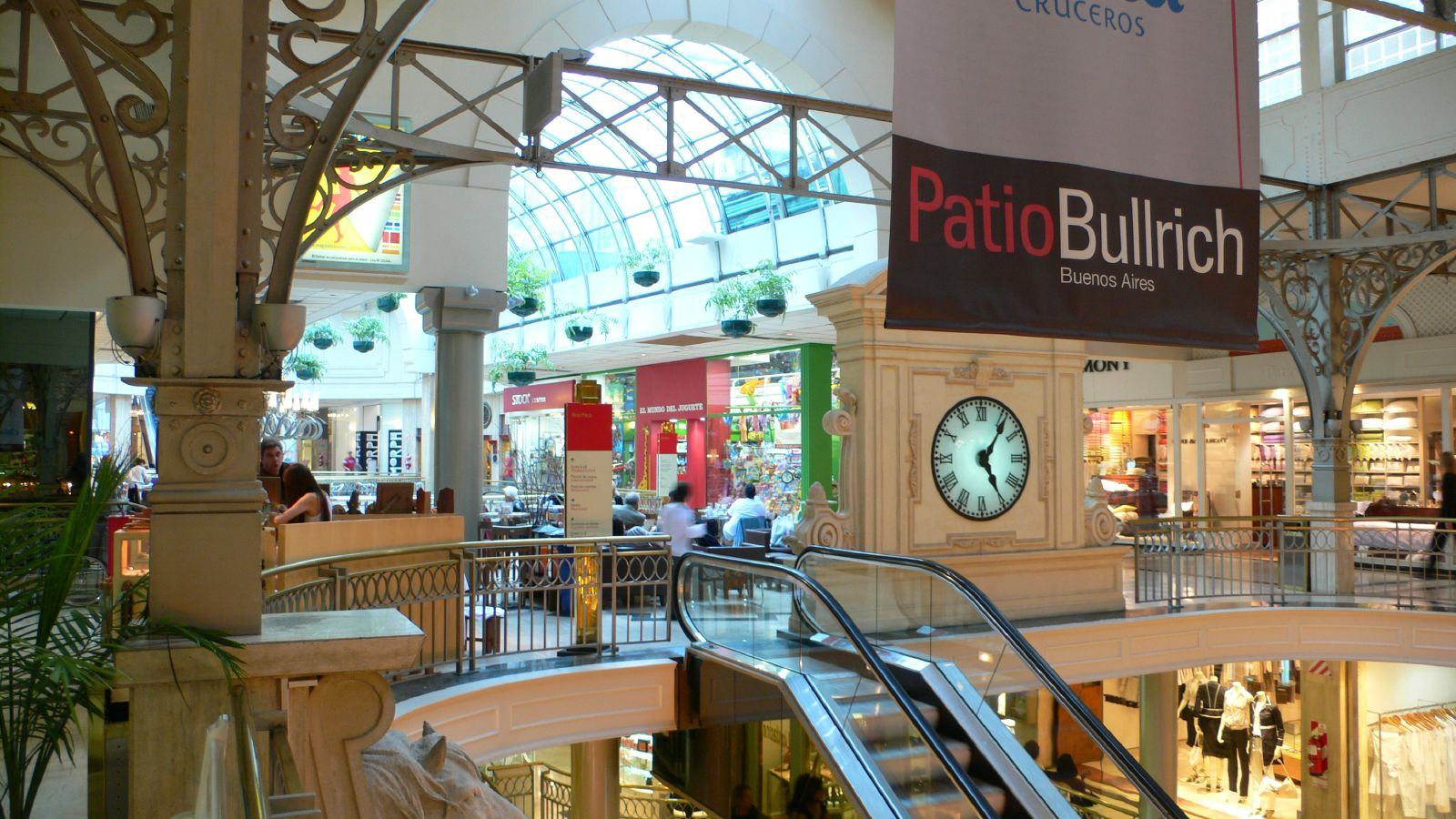
El Patio Bullrich ocupa el antiguo edificio de remates de Bullrich y Cía.

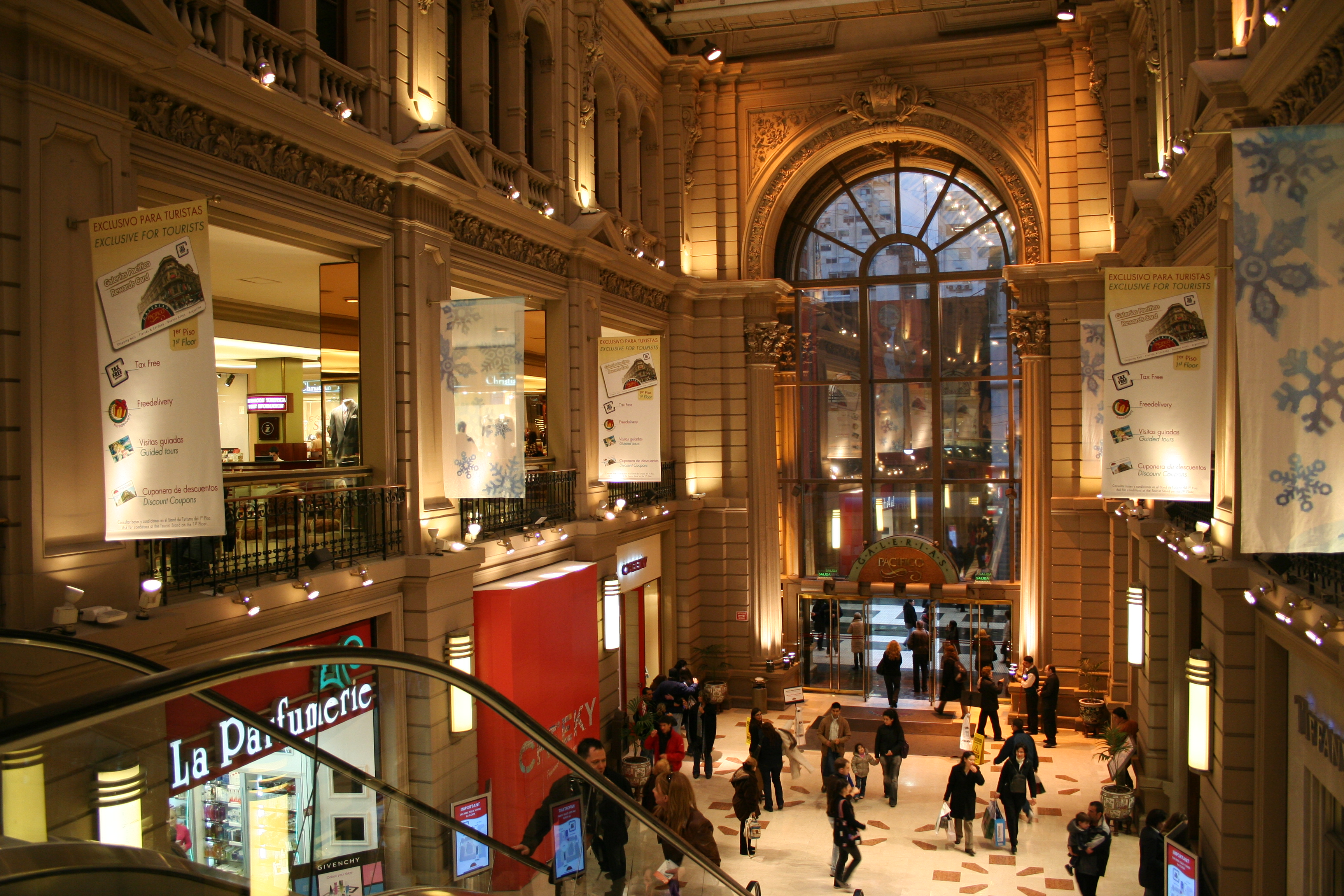
Las Galerías Pacífico fueron un importante reciclaje hecho en 1990.

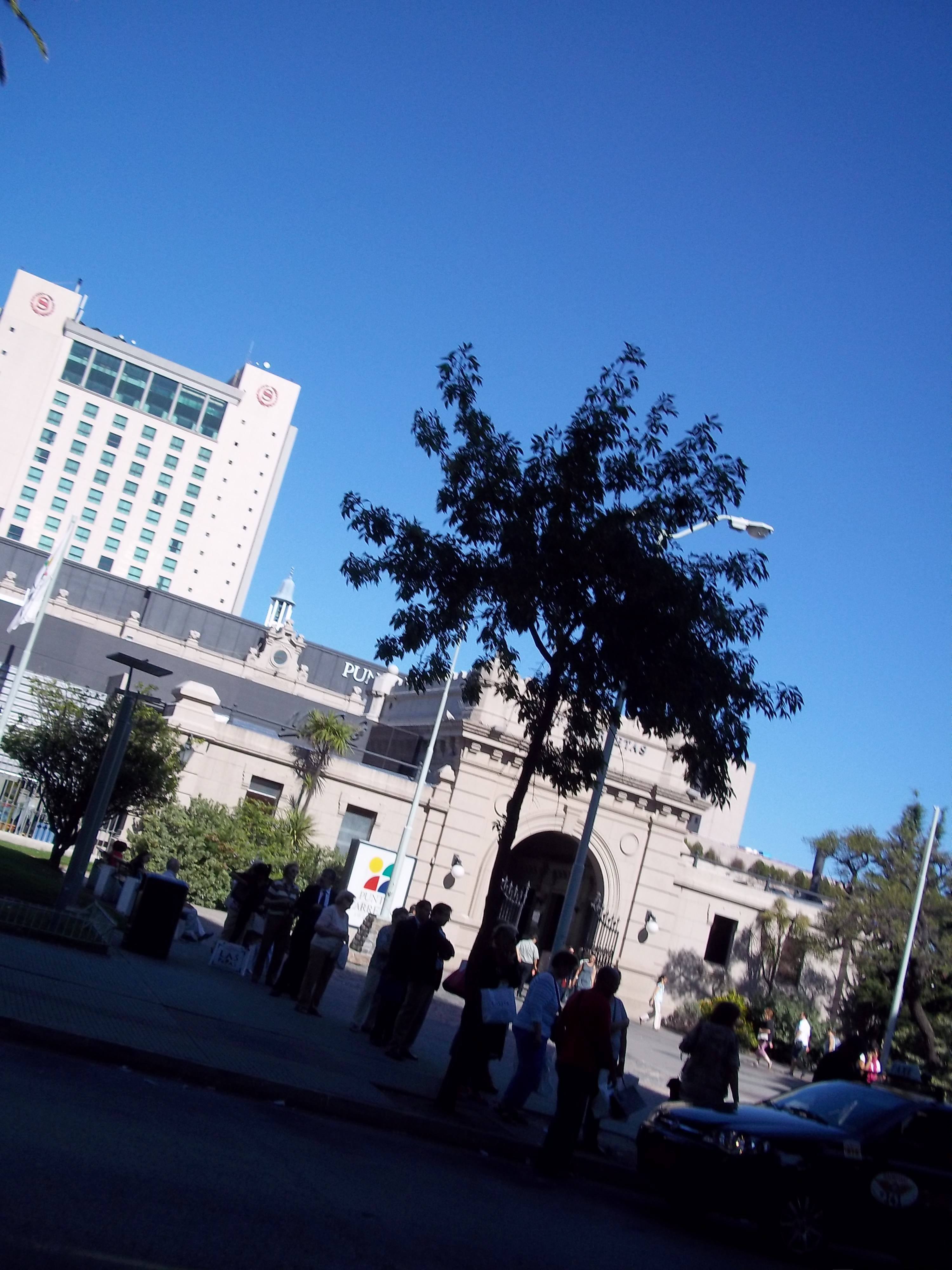
Punta Carretas Shopping, conserva parte de la edificación de la vieja cárcel

Juan Carlos López y Asociados fue un estudio de arquitectura argentino que se especializó en el diseño de los primeros centros comerciales que aparecieron en la Argentina a fines de la década de 1980 y comienzos de la de 1990.
En sus orígenes el estudio estuvo formado por los arquitectos Juan Carlos López, Estela Porada, Juan José García Olivares, Aldo Volpe y Oscar Zurdo. Destaca por primera vez en el medio de la arquitectura en 1985, cuando la revista Nuestra Arquitectura le dedica uno de sus números mostrando varias de sus primeras obras, menores en comparación a lo que vendría: un centro comercial en Ramos Mejía y otro en San Isidro, y galerías comerciales en avenida Corrientes y avenida Santa Fe, además de la remodelación de Harrods Buenos Aires, un histórico edificio en avenida Córdoba y Florida.
Se sabe que su primera gran obra fue el Soleil Factory (1987), un centro comercial ubicado junto a la Autopista Panamericana en la zona norte del Gran Buenos Aires. Siguiendo una estética influida por Louis Kahn, es un edificio de ladrillo al estilo de los malls norteamericanos, con una gran playa de estacionamiento al aire libre. 
Ese mismo año, López y Asociados ganaron el concurso del Centro Galicia de Buenos Aires para la construcción de la nueva sede, en cuya fachada ya se ve un cambio de estilo hacia el postmodernismo que se nota sobre todo en el uso de elementos tomados de la arquitectura antigua.
En 1988, se inauguraba el Patio Bullrich, primer shopping diseñado por López y Asociados dentro de Capital Federal, en uno de los barrios más exclusivos de la ciudad: Retiro. Especializado en marcas de alta categoría, fue un reciclaje del viejo edificio de remates de la firma Bullrich y Cía., y en 1995 fue ampliado por los arquitectos Pfeifer-Zurdo. En este centro comercial, ya se ve el estilo postmodernista que se transformaría en el característico de Juan Carlos López y Asociados durante los siguientes años: alusiones a arquitecturas clásicas, uso de franjas horizontales de colores alternados y materiales vistosos como el granito, decoración llamativa y kitsch.
Estos rasgos se exaltaron más en el siguiente diseño del estudio, el centro comercial Alto Palermo inaugurado en 1990 en el predio que ocupaba la Cervecería Palermo en avenida Santa Fe. Era un sector muy degradado de un barrio de clase media-alta, que a partir de la inauguración del shopping tuvo un auge inmobiliario y se llenó de torres de departamentos. En el Alto Palermo, se destacaba la decoración interior, con estanques de agua cruzados por puentes de madera, columnas con capiteles egipcios de colores metalizados y postes para carteles rematados con forma de palmera. Luego de una remodelación hecha en 2008, el shopping perdió toda esa decoración original.
Al año siguiente avanzó el proyecto de Galerías Pacífico, la remodelación de un antiguo edificio construido en 1890 que nunca había sido terminado, y tenía una bóveda de hormigón agregada en 1945 que fue demolida y reemplazada por otra de vidrio, abriendo las galerías a la luz natural. Además, se excavó un nivel bajo tierra y se mantuvo la cúpula central, pintada por artistas como Berni y Spilimbergo. En 1991, trabajaron en el Punta Carretas Shopping en Montevideo, ocupando el predio del antiguo penal de Punta Carretas y al año siguiente se abrió Pfeifer-Zurdo, un estudio formado por dos exsocios de Juan Carlos López y Asociados.
En 1993, el estudio se asoció con Dujovne-Hirsch y Manteola-Sánchez Gómez-Santos-Solsona en el diseño de Silos de Dorrego, la transformación de los antiguos silos cerealeros de la compañía Minetti en un complejo de lofts de alta categoría, en el barrio de Palermo Viejo. Un año después se inauguraba en San Miguel de Tucumán la nueva Terminal de Ómnibus junto con el Shopping del Jardín.
Ese mismo año, Juan Carlos López y Asociados trabajaron en dos proyectos de reciclaje en Puerto Madero, transformando cuatro edificios de ladrillo a la vista construidos en 1900 para depositar mercaderías, en edificios de oficinas y vivienda con restaurantes en la planta baja.
En 1998, el estudio diseñó el plan general para la urbanización del Complejo Dinosaurio en la ciudad de Córdoba, un proyecto del grupo Dinosaurio S.A. que incluyó un centro comercial llamado Dinosaurio Mall, un barrio de doce torres residenciales llamado Parque Milénica y un estadio y arena de espectáculos, el Orfeo Superdomo. Además del máster plan, Juan Carlos López y Asociados diseñaron una de las torres de viviendas del conjunto.
Una de las últimas obras conocidas del estudio es el reciclaje del antiguo edificio de Agar Cross en avenida Paseo Colón 505 para transformarlo en el Paseo Colón Plaza Office, un emprendimiento de oficinas de alquiler, trabajando asociados con Robirosa–Beccar Varela–Pasinato.

## Obras
- 1987: Soleil Factory
- 1988: Centro Galicia de Buenos Aires (asoc. Francisco V. Menéndez y Asociados)
- 1988: Patio Bullrich
- 1989: Alto Palermo
- 1990: Galerías Pacífico
- 1991: Punta Carretas Shopping, Montevideo (Uruguay)
- 1993: Silos de Dorrego (asoc.: Dujovne-Hirsch y Manteola-Sánchez Gómez-Santos-Solsona)
- 1994: Terminal de Ómnibus y Shopping del Jardín, Tucumán
- 1994: Puerto Viamonte 1 y 2 (asoc.: Robirosa–Beccar Varela–Pasinato y Peralta Ramos SEPRA)
- 1994: Dock 5 y 6 (asoc.: Manteola-Sánchez Gómez-Santos-Solsona y Dujovne-Hirsch)
- Paseo Colón Plaza Office (asoc.: Robirosa–Beccar Varela–Pasinato)
- 1998: Plan General para el Complejo Dinosaurio (Orfeo Superdomo, Parque Milénica), Córdoba